# Cornelis Columbanus Vrancx
Cornelis Columbanus Vrancx (Dendermonde, circa 1529 - Gent, 15 augustus 1615), of Cornelius Columbanus Vrancx, was een Vlaams schrijver van proza en van refreinen en spotdichten tegen de Hervormden. Hij werd in 1597 abt van de Sint-Pietersabdij in Gent en schreef zevenendertig beknopte werken. Cornelis Columbanus Vrancx wordt gezien als voorloper van de Vlaamse dichter Adriaan Poirters.

## Werken
Een selectie van de werken van Vrancx:
- Het Hoochweerdich testament Christi (1569)
- Den troost der sielen int vaghevier (1572, 13 uitgaven)
- Den Spieghel Oft Practijcke Van Het Kersten Ghelooue (1596)
- Dat levende ende levenmakende hemelsch-broodt, Jesus Christus lichaemelick present in dat hooghweerdigh heyligh sacrament des aultaers (1598)
- Der leecken soutere, van hondert en vijftich gheestelicke vraghen en andtwoorden (1598)
- Den Tweeden Lout Der Dichten Inhoudende Veel Schoone Mirakelen Van Maria Ghebenedijdt (1600)
- Den Troost Der Zielen, Dat Is: Maniere Om Heur Uut Het Daghevier Te Helpen (1601)
- Een zeer schoon hoeyken vant hoochweerdich heyligh sacrament (1601)
- Den Souter Der Kinderen, Van Hondert En Vijftich Gheestelicke Vraghen Ende Andt-Woorden (1603)
- Die verluchtinghe en verclaringhe van des coopmans eyghen rock, die ouer iaer inde vastene te Ghendt wierdt te coope wt gheroepen (1611)
- Den troost der zielen in 't vagevier, dat is een maniere om hun daer uyt te helpen (uitgebracht in 1719)
- Nieuwe-kost, of Verandering van spys (uitgebracht in 1728)